# Józefówka (Ukraina)
Józefówka (niem Josefinendorf) – dawna wieś i kolonia niemiecka na Ukrainie, obecnie na terenie rejonu czerwonogrodzkiego w obwodzie lwowskim. Leżała tuż na wschód od Michałówki.
W II Rzeczypospolitej do 1934 samodzielna gmina jednostkowa. Następnie należała do zbiorowej wiejskiej gminy Wierzbica w powiecie rawskim w woj. lwowskim. Po wojnie wieś weszła w skład nowej gminy Uhnów powiatu tomaszowskiego w woj. lubelskim. W 1951 roku Józefówka, Michałówka i Poddębce jako jedyne wsie gminy Uhnów (którą równocześnie przekształcono w gminę Machnów) zostały przyłączony do Związku Radzieckiego w ramach umowy o zamianie granic z 1951 roku.